# Маллави
Ма́ллави, также Малла́уи (егип. араб. ملوى, копт. ⲙⲁⲛⲗⲁⲩ)— город в Египте, расположен в губернаторстве Минья, на левом берегу Нила, примерно в 40 км к югу от города Эль-Минья. Население 140 215 жителей. Важный центр сельского хозяйства.
Арабское название города происходит от коптского, которое переводится как «место тканей».
Промышленность представлена текстильными предприятиями. Развиты ремёсла. В городе сохранилось много памятников Древнего Египта. В 15 км от города находится некрополь Туна Эль-Габаль, где сохранились катакомбы с усыпальницами и мумиями ястребов, кошек и других священных животных Древнего Египта.